# André Pirro
André Gabriel Edmé Pirro, född den 12 februari 1869 i Saint-Dizier (Haute-Marne), död den 11 november 1943 i Paris, var en fransk musikskriftställare.
Pirro, som från 1896 var lärare vid Schola Cantorum i Paris, skrev de värdefulla monografierna L'orgue de Jean-Sébastien Bach (1894), Jean-Sébastien Bach (1906), L'esthétique de Jean-Sébastien Bach (1907), Dietrich Buxtehude (1912), Heinrich Schütz (1913) med mera.